# Timofey Lapshin
Pour les articles homonymes, voir Lapshin.
Timofey Alexeyevitch Lapshin (en russe : Тимофей Алексеевич Лапшин, transcription française : Timofeï Alekseïevitch Lapchine) né le 3 février 1988 à Krasnoïarsk, en Union soviétique, est un biathlète russe, naturalisé sud-coréen.

## Carrière
Pour sa première saison internationale chez les juniors en 2009, il est vice-champion du monde de la catégorie en relais et champion d'Europe du relais. En 2011, il gagne sa première médaille, en argent, avec l'équipe russe sénior aux Championnats d'Europe sur le relais.
Timofey Lapshin fait ses débuts en Coupe du monde de Biathlon le 9 décembre 2011 à Hochfilzen, en Autriche. Lors de sa troisième course, il prend la 3e place sur le sprint à Hochfilzen, derrière Tarjei Bø et Martin Fourcade. Il est sélectionné pour les Championnats du monde 2012, où il est 14e de l'individuel, seule épreuve à laquelle il participe. À Kontiolahti, en Finlande, il monte sur la deuxième marche du podium à nouveau sur le sprint toujours derrière Martin Fourcade. 
Durant la saison 2014-2015, il monte sur son troisième podium en prenant la troisième place du sprint d'Oberhof.
Naviguant entre IBU cup et Coupe du monde et peinant donc à se faire une place en équipe première de Russie, il essaye de rejoindre l'équipe ukrainienne, ce que la fédération russe refuse. Il reçoit la citoyenneté sud-coréenne en début d'année 2017, aidant à construire une équipe pour les Jeux olympiques de Pyeongchang 2018. Il fait son retour en Coupe du monde sous ses nouvelles couleurs en mars 2017 pour les trois dernières étape de la saison.
Aux Jeux olympiques d'hiver de 2018, en Corée du Sud, il est 16e du sprint, 22e de la poursuite, 20e de l'individuel et 25e de la mass start. En 2019, il remporte deux titres aux Championnats du monde de biathlon d'été sur le sprint et le super sprint. 
Aux Championnats du monde 2020, il enregistre son meilleur résultats en rendez-vous majeurs avec la Corée du Sud, avec une 17e place sur le sprint. Il reçoit la même année une suspension pour avoir été impliqué dans le système de dopage russe dévoilé par le Rapport McLaren.

## Vie privée
Il entretient une relation amoureuse avec la biathlète Olga Abramova.

## Palmarès

### Jeux olympiques
| Nat.         | Épreuve / Édition                | Individuel | Sprint | Poursuite | Départ en masse | Relais | Relais mixte |
| Corée du sud | Jeux olympiques 2018 Pyeongchang | 20e        | 16e    | 22e       | 25e             | —      | —            |

### Championnats du monde
| Nat.         | Mondiaux \ Épreuve               | Individuel | Sprint | Poursuite | Départ en masse | Relais | Relais mixte | Relais mixte simple              |
| Russie       | 2012 Ruhpolding                  | 14e        | —      | —         | —               | —      | —            | Épreuve inexistante à cette date |
| Russie       | 2015 Kontiolahti                 | 58e        | 27e    | 40e       | —               | —      | —            | Épreuve inexistante à cette date |
| Corée du sud | Mondiaux 2019 Östersund          | 34e        | 79e    | —         | —               | 26e    | 20e          | 20e                              |
| Corée du sud | Mondiaux 2020 Antholz-Anterselva | 58e        | 17e    | 50e       | —               | 27e    | 27e          | 16e                              |

Légende :

- : épreuve inexistante à cette date
- — : n'a pas pris part à l'épreuve

### Coupe du monde
- Meilleur classement général : 27e en 2012.
- 3 podiums individuels : 1 deuxième place, 2 troisièmes places.
- 3 podiums en relais : 2 victoires et 1 troisième place.

Dernière mise à jour le 15 janvier 2015

#### Classements en Coupe du monde
| Saison    | Classement général final | Individuel | Sprint | Poursuite | Mass start |
| 2011-2012 | 27e                      | 38e        | 24e    | 34e       | 26e        |
| 2012-2013 | -                        | -          |        |           |            |
| 2013-2014 | 59e                      |            | 61e    | 55e       |            |
| 2014-2015 | 29e                      | 36e        | 30e    | 26e       | 25e        |
| 2015-2016 | 79e                      |            | 76e    | 70e       |            |
| 2016-2017 | 61e                      |            | 62e    | 51e       |            |
| 2017-2018 | 30e                      | -          | 15e    | 50e       | 37e        |
| 2018-2019 | 81e                      | 64e        | 75e    | 81e       |            |
| 2019-2020 | 44e                      |            | 31e    | 34e       | 48e        |

### Championnats d'Europe
Russie  :
- Médaille d'argent du relais en 2011.
- Médaille de bronze de la poursuite en 2013.

### Championnats du monde junior
Russie  :
- Médaille d'argent en relais en 2009.

### Championnats d'Europe junior
Russie  :
- Médaille d'or du relais en 2009.

### Championnats du monde de biathlon d'été
Russie  :
- Médaille d'argent de la poursuite en 2010.

Corée du sud  :
- Médaille d'or du sprint en 2019
- Médaille d'or du super sprint en 2019.

### IBU Cup
- 2e du classement général en 2014.
- 17 podiums, dont 7 victoires.